# 華人飲食集團
華人飲食集團有限公司，簡稱華人飲食集團（英語：Chinese Food and Beverage Group Limited，港交所除牌前：8272）曾是一家創業板上市公司，於2011年8月31日，由進能國際有限公司更名而來，更早前則名為百富國際有限公司。
現時業務經營「東海龍王海鮮酒家」及「東海哪吒海鮮酒家」、河北生產方便麵產品及方便湯底之產銷業務。
而董事會主席為余秀麗，總部位於香港灣仔港灣道6-8號瑞安中心19樓1911室。
2012年12月，華人飲食購入香港酒家福臨門股權。

2013年7月2日，華人飲食以總代價3,000萬元向獨立第三方黃雲龍出售福和國際實業１００％股權及貸款，福和擁有主要從事石化品業務的廣東振戎資源46%
2019年10月4日，華人飲食以總代價1200萬元向獨立第三方收購三間分別位於慈雲山、新蒲崗及荔枝角「Red Rice米飯主題」港式連鎖餐廳各80%股權
2020年6月3日，華人飲食集團由於並無足夠營運水平及資產，被聯交所停牌，2021年7月13日被取消上市地位。

## 連結
- CFBGroup.com.hk （页面存档备份，存于）